# Great Whitmans
Great Whitmans is een buurtschap in het bestuurlijke gebied Maldon, in het Engelse graafschap Essex, in de civil parish Purleigh.
Great Whitmans komt in het Domesday Book (1086) voor als 'Witham'. In 1086 telde de Great Whitmans 8 boerderijen en een woning van een slaaf. Heden ten dage staan er enkele boerderijen waarvan er één onder de monumentenzorg van de English Heritage valt. Een schuur 30 meter ten noorden van deze boerderij valt ook onder de English Heritage.
Great Whitmans heeft anno 2014 een wijngaard, de "Great Whitmans Vineyard".